# Asplenium azoricum
Asplenium azoricum — вид трав'янистих рослин з родини аспленієві (Aspleniaceae), ендемік Азорських островів.

## Поширення
Ендемік Азорських островів (острови Корву, Грасіоза Фаял, Флорес, Санта-Марія, Сан-Жорже, Сан-Мігель, Терсейра, Піку).
Населяє лаврові ліси та яри від рівня моря до 650 м. Росте між каменями стін та в щілинах вулканічних порід, орієнтованих на північ та північний захід.

## Загрози та охорона
Немає серйозних загроз для цього виду, але він потерпає через розвал та вилучення старих кам'яних стін уздовж доріжок та між пасовищами, основним місцем проживання. 
Вид вельми поширений на всьому архіпелазі й здатний вижити навіть у густих плантаціях інвазивних видів, хоча на о. Корву вид дуже рідкісний і його кілька пунктів зростання повинні бути забезпечені захистом.